# Felice Trofino
Felice Trofino (Bologna, ... – 1527) è stato un arcivescovo cattolico italiano, prelato di spicco della corte di papa Clemente VII.

## Biografia
Di origini bolognesi, intraprese la carriera ecclesiastica e nel 1516 entrò come prelato nel seguito del cardinale Pietro Accolti, arcivescovo di Ravenna.
Fu tra i principali collaboratori del cardinal Caetano nel suo tentativo di ricondurre Martin Lutero in seno alla Chiesa di Roma: nell'estate del 1518 accompagnò il cardinale alla Dieta di Augusta, dove venne pronunciata la prima condanna ufficiale delle tesi luterane; in seguito si adoperò personalmente presso il cappellano e segretario di Federico il Saggio, Georg Burkhardt (detto Spalatino), per convincerlo a far desistere l'elettore di Sassonia dall'introdurre la Riforma nei suoi stati.
Attorno al 1520 divenne cappellano e segretario del cardinale Giulio de' Medici (poi papa Clemente VII) e grazie al suo appoggio succedette a Silvestro Gigli quale Collettore dell'Obolo di San Pietro per l'Inghilterra.
Dopo la sua elezione a papa, nel 1524 Clemente VII lo elesse vescovo di Chieti, ancora amministrata da Gianpietro Carafa nonostante fosse stato trasferito alla sede di Brindisi nel 1518: su richiesta di Felice Trofino, il papa, con la bolla Super universas, staccò il territorio teatino dalla provincia romana ed elevò Chieti a sede arcivescovile e metropolitana (1º giugno 1526), assegnandole come suffraganee le diocesi di Lanciano, di Penne e quella di Atri.
Intrattenne relazioni con numerosi uomini di cultura del tempo: protesse il discepolo di Erasmo da Rotterdam, Johannes Hovius, e nel maggio del 1525 Erasmo stesso indirizzò al Trofino una lettera di congratulazioni; Girolamo Aleandro gli indirizzò quattro lettere, pubblicate e Parigi da Paquier nel 1909; Paolo Grillando gli dedicò il trattato De haereticis et sortilegiis (pubblicato a Lione nel 1536) e Paolo Giovio gli indirizzò la De humano victu epistola (lettera sul vitto umano, pubblicata da Giambattista Giovio nel 1808), una sorta di manuale di igiene e dietetica, con indicazioni sulla condotta migliore da seguire per mantenere la salute e le regole che devono presiedere alla ricca mensa di un alto prelato.
Nel 1527 venne nominato datario apostolico, ma morì poco tempo dopo.

## Genealogia episcopale
La genealogia episcopale è:
- Vescovo Leone de Simone
- Cardinale Oliviero Carafa
- Papa Paolo IV
- Arcivescovo Felice Trofino